# نییردیولای
نییردیولای (به مجاری:  Nyírgyulaj) یک منطقهٔ مسکونی در مجارستان است که در سابولچ-ساتمار-برگ واقع شده‌است. نییردیولای ۳۵٫۷۶ کیلومتر مربع مساحت و ۲٬۰۴۷ نفر جمعیت دارد.